# Home to Danger
Pour plus de détails, voir Fiche technique et Distribution.
Home to Danger est un film britannique réalisé par Terence Fisher, sorti en 1951.

## Synopsis
Barbara revient à Londres pour découvrir le testament de son père, qui s'est suicidé. Elle va hériter, mais cela va entraîner des jalousies et être la cause de dangers.

## Fiche technique
- Titre original : Home to Danger
- Réalisation : Terence Fisher
- Scénario : Ian Stuart Black, d'après une histoire originale de Francis Edge et John Temple-Smith
- Direction artistique : Cedric Dawe
- Costumes : Amy Binney
- Photographie : Reg Wyer
- Son : George Burgess
- Montage : Francis Edge
- Musique : Malcolm Arnold
- Production : Lance Comfort
- Société de production : New World Pictures
- Société de distribution : Eros Films
- Pays d'origine :  Royaume-Uni
- Langue originale : anglais
- Format : Noir et blanc  — 35 mm — 1,37:1 — son mono
- Genre : Thriller policier
- Durée : 66 minutes
- Dates de sortie : Royaume-Uni : août 1951

## Distribution
- Guy Rolfe : Robert Irving
- Rona Anderson : Barbara Cummings
- Francis Lister : Wainwright
- Alan Wheatley : Hughes
- Bruce Belfrage : le conseiller juridique
- Stanley Baker : Willie Dougan
- Dennis Harkin : "Jimmy-the-one"
- Peter Jones : "Lips" Leonard
- Cyril Conway : Inspecteur Bayne
- Betty Henderson : la femme de ménage
- Amy Dalby : la cuisinière
- Christopher Hodge : Higgins